# Liste der Kulturdenkmäler in Merschbach
In der Liste der Kulturdenkmäler in Merschbach sind alle Kulturdenkmäler der rheinland-pfälzischen Ortsgemeinde Merschbach aufgeführt. Grundlage ist die Denkmalliste des Landes Rheinland-Pfalz (Stand: 10. August 2023).

## Einzeldenkmäler
| Bezeichnung              | Lage               | Baujahr | Beschreibung                              | Bild            |
| ------------------------ | ------------------ | ------- | ----------------------------------------- | --------------- |
| Quereinhaus              | Ortsstraße 10 Lage | um 1900 | Quereinhaus, wohl um 1900                 | BW              |
| Katholische Filialkirche | Ortsstraße 19 Lage | 1740    | kleiner barocker Saalbau, bezeichnet 1740 | Fotos hochladen |